# Archivi reali di Ebla
Gli archivi reali di Ebla sono l'insieme delle circa 5000 tavolette di argilla scritte in caratteri cuneiformi (di queste circa 2000 rinvenute integre, mentre le restanti 3000 suddivise in circa 15000 numeri d'inventario: circa 6000 tavolette frammentarie e circa 9000 piccoli frammenti) rinvenute principalmente negli anni 1974-1976 presso il Palazzo Reale G dell'acropoli di Ebla, in Siria.

## Le tavolette
I documenti rinvenuti sono scritti in lingua eblaita, una lingua semitica orientale parlata nel III millennio a.C. nel centro e nel nord della Siria e nell'Alta Mesopotamia occidentale, e in sumero. Essi costituiscono una delle più importanti scoperte nell'ambito dell'area di diffusione della scrittura cuneiforme dalla metà del XVIII secolo.
Le tavolette sono databili al periodo compreso tra il 2500 a.C. e la distruzione della città, avvenuta attorno al 2250 a.C. ad opera di Sargon di Akkad (o di Naram-Sin).
Esse, rinvenute in situ in posizione corrispondente agli scaffali collassati su cui si trovavano all'interno degli ambienti distrutti dall'incendio conseguente alla conquista della città, conservavano molte delle loro custodie di argilla che recavano informazioni per la loro catalogazione.
Proprio grazie all'incendio si è avuta la cottura dell'argilla, permettendo che le tavolette si conservassero fino al momento della scoperta.
Le tavolette sono conservate presso i musei siriani di Aleppo, Damasco e Idlib.

## I locali degli archivi

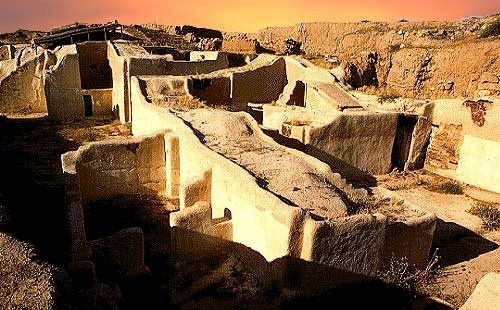
Il Palazzo Reale G di Ebla: in primo piano il piccolo locale denominato Grande Archivio.

Il vano L.2586 del Palazzo Reale G fu il primo locale contenente tavolette ad essere scoperto: qui furono rinvenute 42 tavolette posto attorno e dentro a una giara seminterrata nel pavimento.
Nel settembre 1975, si scoprì dapprima il locale L.2712, detto Piccolo Archivio, e poco tempo dopo il locale L.2769, detto Grande Archivio.
Infine, nel 1976, furono scoperti i locali L.2764, detto Archivio Trapezoidale, e L.2875, corrispondente al vestibolo del Quartiere Amministrativo, locali che contenevano in totale un altro migliaio di tavolette.
Le stanze avevano scaffali posti lungo le pareti su cui erano allineate le tavolette. Fra di esse, alcune, in particolare quelle di forma rotonda, più piccole delle grandi tavolette quadrate, erano conservate in cesti posti a terra.
Nel Grande Archivio sono stati trovati 17.000 reperti, che comprendono sia tavolette intere sia frammenti.
I testi erano divisi per argomenti. Le tavolette hanno varie dimensioni: alcune sono grandi, di forma quadrata e misurano sino a cm. 45 di lato; altre, più piccole, sono rotonde. Vi sono testi amministrativi, economici, storici, giuridici, religiosi.